# ESPNews
ESPNEWS是一家全天24小時播出的體育新聞頻道。播出體育新聞、賽事集錦、記者訪談和體育分析評論。ESPNews主要在美國的收費有線電視播出。在1996年11月1日開播。ESPNews主演播出體育新聞，也偶有播出體育賽事。
亞洲版本的ESPNews是由ESPN衛視體育台經營的頻道。2013年，ESPN更名FOX體育台後，該頻道更名為FOX體育新聞台（FOX Sports News），已於2017年停播。